# Veneller

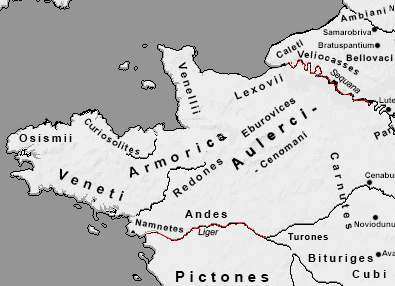
Karte mit Angabe des Stammesgebietes der Veneller

Die Veneller (lateinisch Venelli) waren ein keltischer Volksstamm. Mit den Venetern, Redonen und Osismiern waren sie einer der Stämme, die seit der Bronzezeit an der Küste im Nordwesten Frankreichs ansässig waren. Sie besiedelten die Halbinsel Cotentin. Als ihre nächsten Verbündeten werden die Esuvier genannt.
Die Veneller werden erstmals schriftlich von dem römischen Feldherrn Gaius Iulius Caesar in De Bello Gallico genannt, seinem Bericht über seine Kriege in Gallien. Sein Legat Publius Licinius Crassus unterwarf die Veneller im Jahr 57 v. Chr. Doch schon im Folgejahr rebellierten sie unter ihrem Anführer Viridovix gegen die römische Herrschaft, erlitten aber gegen Quintus Titurius Sabinus eine vernichtende Niederlage. 52 v. Chr. sandten sie dem von Caesar in Alesia eingeschlossenen Vercingetorix ein Hilfskontingent von mehreren Tausend Mann. Nach der Eroberung durch das Römische Reich wurde das Stammesgebiet der Veneller Teil der Provinz Gallien. Es gehörte zu der von den Römern mit Aremorica bezeichneten nordwestlichen Küste Galliens.
Der bedeutendste Ort der Veneller vor der römischen Eroberung lag wohl etwa 17 km westlich des heutigen Carentan, welche letztere Stadt unter dem Namen Crociatonum in der römischen Kaiserzeit zunächst als neuer Hauptort der Veneller fungierte und in späterer Zeit in dieser Rolle durch Cosedia (heute Coutances) abgelöst wurde.
Die Veneller werden manchmal auch Unelli genannt. Birkhan hält aus etymologischen Gründen (zur Wurzel *wen-, „lieben“) und wegen der Form O'uéneloi bei Claudius Ptolemäus (Geographike Hyphegesis II,8,2.5) Vénelli für korrekter.